# Clausena anisata
Espèce
Classification APG III (2009)
Clausena anisata est une espèce de plantes à fleurs de la famille des Rutaceae et du genre Clausena.

## Description
La plante peut atteindre 8 mètres de hauteur. L'écorce est lisse, mince, gris-vert devenant brunâtre et marbrée avec l'âge. Les jeunes parties sont pubères. Le bois est blanc jaunâtre, élastique et dense (0,8 g/cm3).
Les feuilles composées atteignent 30 centimètres de long et les stipules sont absentes. Le sommet de la foliole est obtus ou entaillé et les marges sont entières ou crénelées. La surface des feuilles est densément recouverte de glandes pellucides intégrées, fortement aromatiques lorsqu'elles sont meurtries.
L'inflorescence est une panicule axillaire velue et laxiste. Les fleurs parfumées sont bisexuées, régulières et 4-mères. Les sépales mesurent environ 1 millimètre de long, tandis que les pétales elliptiques mesurent 3 à 7 mm de long, sont concaves et de couleur crème à blanc jaunâtre. Les 8 étamines ont des filaments de 2 à 6 mm de long, qui sont épaissis à la base. Le fruit est une baie ovoïde et charnue, de 3,3 à 7 mm de diamètre, contenant une graine et devenant rouge ou noir violacé à maturité.

## Répartition
Clausena anisata se trouve dans l'écozone afrotropicale ou en Afrique subsaharienne, mais absent des régions plus sèches. On le trouve également en Asie tropicale et en Asie du Sud-Est, où il pousse en Inde et à Sri Lanka et s'étend jusqu'à Queensland dans le nord-est de l'Australie et dans certaines îles du Pacifique. Il est cultivé en Malaisie et en Indonésie.
Elle pousse dans les régions à forte pluviométrie de la savane, des bosquets, des forêts riveraines, des zones perturbées et des forêts secondaires, jusqu'à une altitude de 3 000 m.

## Chimie
Comme pour les autres espèces de la famille des rutacées, les feuilles, les fruits et l'écorce de la tige sont riches en huiles essentielles aromatiques. Les alcaloïdes du carbazole sont les principaux composants des plantes de cette famille, avec les coumarines et les phénylpropanoïdes, appelées clausamines.
Des anaylyses montrent la présence des substances suivantes : estragole, anéthol, estragol, foeniculine, β-pinène, sabinène, (Z)-β-ocimène, germacrène, (E)-β-ocimène et terpinène-4-ol, tagéténone, nérolidol, myrcène, limonène, caryophyllène, 3-carène, humulène, coumarines et furocoumarines : impératorine, isoimpératorine, oxypeucédanine, bergaptène, xanthotoxine, xanthotoxole et chalepine, geranylcoumarine (anisocoumarine A–I), lactones de furanocoumarine (indicolactone, anisolactone), les tétranortriterpenoïdes limonine, zapotérine, clausénolide, alcaloïdes du carbazole : furanoclausamines A et B, clausamines B, C, D et E, mukonale, glycosinine, mukonidine et clausine F, l'alcaloïde du pyranocarbazole mupamine.
Cinq principales huiles essentielles de la feuille - β-pinène, sabinène, germacrène-D, estragol et linalol - sont des agents de contrôle efficaces des larves de Culex quinquefasciatus, Aedes aegypti et Anopheles stephensi. Ce sont également des insecticides et des moyens de dissuasion efficaces lorsqu'ils sont utilisés dans des aliments stockés. Tenebrio molitor, Rhyzopertha dominica, Sitophilus zeamais et d'autres espèces subissent une mortalité presque complète. Les huiles bloquent également la reproduction de Tribolium castaneum lorsqu'il est utilisé comme fumigant ou ajouté à la farine de blé à une concentration de 0,2% en poids. Ces huiles essentielles sont généralement considérées comme inoffensives pour l'homme et sont couramment utilisées dans les arômes, les parfums, la confiserie et les produits pharmaceutiques.
Un extrait des brindilles montre une activité contre Plasmodium falciparum. L'huile affecte également Salmonella typhimurium, Pseudomonas aeruginosa, Alcaligenes faecalis, Bacillus subtilis, Enterococcus faecalis, Flavobacterium suaveolens, Leuconostoc mesenteroides et Serratia marcescens. Le clausénole est actif contre un certain nombre de bactéries et de champignons à Gram positif et négatif, tels que Alternaria alternata, Aspergillus parasiticus, Geotrichum candidum, Phytophthora palmivora et Penicillium citrinum. Les extraits de feuilles affectent fortement les champignons responsables du muguet buccal et des infections de la peau : Candida albicans, Candida glabrata, Candida tropicalis, Candida parapsilosis, Candida krusei et Cryptococcus neoformans. Un extrait méthanolique des racines montre des résultats molluscicides chez Bulinus globosus, l'hôte intermédiaire de la bilharziose. L'héliettine et l'impératorine sont toxiques pour les escargots ; l'impératorine présente également une activité anticonvulsivante. Les huiles essentielles des feuilles montrent également une activité antioxydante modérée in vitro, tandis que les extraits de racines présentent une activité hypoglycémique. La chalépine présente une activité anticoagulante et, administrée par voie intrapéritonéale, provoque la mort de 40% des rats traités dans les 48 heures. Les clausamines D à G inhibent l'activation antigénique précoce du virus d'Epstein-Barr. Les extraits de feuilles ont un effet modéré sur les souches VIH-1 et VIH-2, ainsi que sur la transcriptase inverse du VIH-1. La clausamine E est cytotoxique pour la lignée cellulaire de la leucémie humaine HL60.
En 2016, une étude menée par Williams, Soelberg et Jäger montre que des extraits éthanoliques de Clausena anisata possèdent des propriétés anthelminthiques in vitro contre le nématode Ascaris suum, parasite du porc étroitement lié au parasite humain A. lumbricoides. La valeur de la concentration efficace demi-maximale (CE50) est de 74 µg/mL. Les auteurs concluent que ces résultats encouragent la poursuite des recherches sur l’utilisation de cette plante comme option de traitement complémentaire de l'ascaridiose.

## Médecine
Clausena anisata est utilisée pour traiter une gamme inhabituellement large de maladies et d'affections. Les décoctions des feuilles ou des racines sont prises pour des troubles gastro-intestinaux, la fièvre, la pneumonie, les maux de tête, l'hypotension, le mal de gorge et la sinusite, les maladies vénériennes, comme un aphrodisiaque et un anthelminthique, comme un tonique pour les femmes enceintes et les nourrissons, prévenir le rachitisme et contrôler les convulsions. La décoction de racines et les infusions sont également prises contre la coqueluche, le paludisme, la syphilis et les maladies du rein, les menstruations irrégulières, les menaces de fausse couche, les maladies de peau et l'épilepsie, et sont données aux femmes avant et après l'accouchement pour faciliter l'accouchement et expulser le sang de l'utérus stimuler la production de lait. Les racines sont mâchées pour lutter contre l'indigestion.
Les feuilles écrasées sont utilisées comme antiseptique et analgésique et sont appliquées sur les plaies ouvertes, les infections de la bouche, les otites et les abcès, ainsi que les brûlures, les hémorroïdes, les rhumatismes et les douleurs corporelles. Les feuilles broyées sont également utilisées pour soigner les blessures chez les animaux domestiques et comme antidote à la morsure de serpent. Les feuilles séchées sont largement utilisées comme répulsifs contre les arthropodes, comme matériau de remplissage pour matelas et oreillers contre les puces, les poux et les punaises de lit.
Les fruits sont sucrés et facilement consommés par les humains et d’autres animaux. L'écorce de la tige est pilée et utilisée comme corde.

## Source de la traduction
- (en) Cet article est partiellement ou en totalité issu de l’article de Wikipédia en anglais intitulé « Clausena anisata » (voir la liste des auteurs).